# Estación Pichanal
Pichanal es una estación de ferrocarril ubicada en la ciudad homónima, departamento de Orán, provincia de Salta, Argentina.

## Servicios
No presta servicios de pasajeros. Sus vías e instalaciones pertenecen al Ferrocarril General Belgrano, por las cual corren trenes de cargas de la empresa estatal Trenes Argentinos Cargas.